# Сан Маркос, Маркос Перез (Истлавакан)
Сан Маркос, Маркос Перез (шп. San Marcos, Marcos Pérez) насеље је у Мексику у савезној држави Колима у општини Истлавакан. Насеље се налази на надморској висини од 90 м.

## Становништво
Према подацима из 2010. године у насељу је живело 10 становника.

### Хронологија
| Година       | 2000        | 2005        | 2010 |
| ------------ | ----------- | ----------- | ---- |
| Становништво | 16 (11 / 5) | 14 (10 / 4) | 10   |

### Попис
| # | Индикатор                     | Вредност |
| - | ----------------------------- | -------- |
| 1 | Укупно домаћинстава           | 3        |
| 2 | Укупно насељених домаћинстава | 2        |
| 3 | Величина локације             | 1        |